# 남정국민학교 도천분교
남정국민학교 도천분교는 대한민국 경상북도 영덕군에 있었던 공립 초등학교이다.

## 학교 연혁
- 1960년 4월 20일 남정국민학교 도천분교 개교
- 1965년 6월 30일 도천국민학교 승격 분리
- 1992년 3월 1일 남정국민학교 도천분교장 격하 편입
- 1994년 3월 1일 폐교 및 남정국민학교 통폐합

## 참고 자료
- 남정국민학교도천분교장 - 한국교육학술정보원 학교알리미